# Sebastian Svahn
Sebastian Svahn es un compositor suizo de música electrónica, originario de Arbrå, Gävleborg. Sebastian no ha mostrado ningún interés por lanzar un álbum o de asociarse con alguna discografía, por lo que permanece como un compositor independiente. Es famoso en especial por su canción nombrada "Blue corrugated cardboard", también conocida como simplemente "Blue", que aparece en una animación hecha por el inglés David Firt en su página de internet, la animación se llama "Video Dating Tape" y se cree que gracias a esta animación se hizo famoso.

## Lista de canciones
1. Abramis brama
2. Alone again part I
3. Alone again part II
4. Alone again part III
5. Basedrum vs Snaredrum
6. Blue
7. Bricklayer
8. Coolstuff
9. Emptiness
10. Escape from delta quadrant
11. Escape from the eskimoes
12. Fall
13. Fuelinjected
14. Gasp
15. Groove job
16. King of jazz
17. Morning promenade
18. Newrotic
19. Ninny twister
20. Nylon dreams
21. Panic is my middle name
22. Rejoin
23. Reversed mirror
24. Rust
25. Synchronized minds
26. The big journey
27. The 5th dimension
28. The risk
29. The story about nothing at all
30. Uptaget
31. Welcome machine